# Twa
Denna artikel handlar om den afrikanska folkgruppen twa. För flygbolaget, som förkortas TWA, se Trans World Airlines.

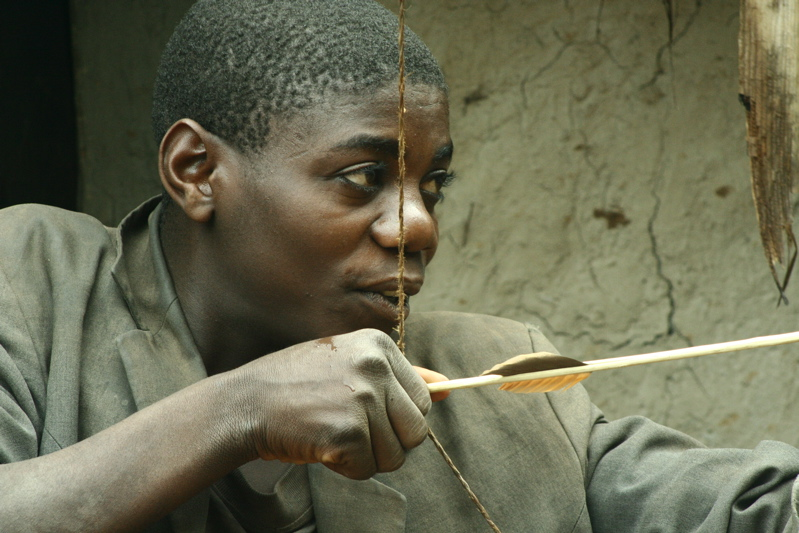
Mutwa med pilbåge.

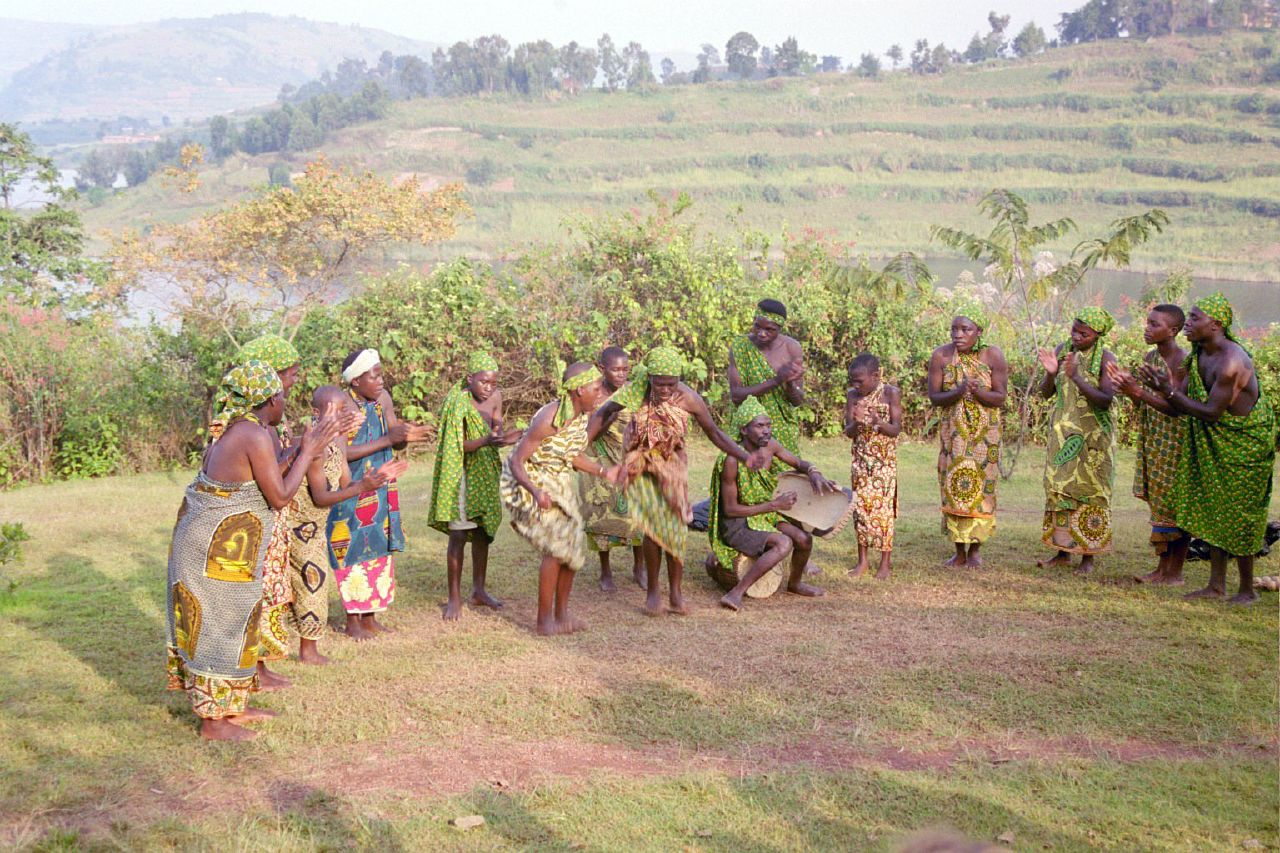
Dans och musik är en viktig del av batwas kultur.

Twa eller Batwa är en liten folkgrupp, som framför allt lever i Rwanda och Burundi, men mindre grupper finns också i Uganda och Kongo-Kinshasa. De tillhör de folkgrupper som betecknas som pygméer. En enskild person kallas för omutwa eller mutwa.
I Rwanda och Burundi talar de språket kinyarwanda som också är majoritetsbefolkningens språk. Deras antal är 70 000–87 000 (varav 30 000–40 000 i Burundi, 20 000–27 000 i Rwanda, 16 000 i Kongo-Kinshasa och 3 000–4 000 i Uganda). Andelen av befolkningen är omkring 1 %.
Twa utgör ursprungsbefolkningen i Rwanda och Burundi, och fanns där innan hutuerna och tutsierna anlände i migrationer på 1000-talet respektive 1400-talet. Deras traditionella nomadiska levnadssätt som jägare och samlare blir allt svårare, eftersom allt mer av skogarna fått ge plats för jordbruk, utvecklingsprojekt, naturreservat mm. Därför har twa i allt större utsträckning blivit hänvisade till andra arbetsuppgifter som krukmakeri och anställningar som tjänstefolk hos jordägare. 
De försöker utveckla ett nytt levnadssätt där de lämnar nomadlivet och börjar driva jordbruk och hålla boskap, men de flesta saknar egna landområden och lever i fattigdom. Deras rättigheter som ursprungsbefolkning har aldrig erkänts av regeringarna och de kompenseras inte för sina förluster när de drivs bort från den mark där de lever.
Barnen har dålig tillgång till utbildning och twa-folket har inte många representanter i de beslutsfattande församlingarna på lokal och nationell nivå. De utsätts fortfarande för fördomar, diskriminering, våld och allmänt utanförskap i samhället, till stor del beroende på att de är pygméer. Många bor fortfarande i enkla gräshyddor som är dåligt skyddade mot regn.
Twa-folket har ofta ignorerats i diskussionen om konflikten mellan hutuer och tutsier. I det stora folkmordet i Rwanda 1994, där över 800 000 människor dödades, dödades även 30 % av twa-befolkningen i Rwanda.